# Vorderingsgraad
De vorderingsgraad, met symbool {\displaystyle \xi } (ksi), is een grootheid in de fysische chemie die de mate beschrijft waarin een chemische reactie gevorderd is. Het begrip werd oorspronkelijk ingevoerd als degré d'avancement door de Brusselse wetenschapper Théophile de Donder.
De vorderingsgraad is gedefinieerd als de verandering in stofhoeveelheid van een bepaald reagens of reactieproduct gedeeld door de stoichiometrisch coëfficiënt van dat reagens of product.
{\displaystyle \xi ={\frac {\Delta n_{i}}{\nu _{i}}}={\frac {n_{i}-n_{i,0}}{\nu _{i}}}}
De coëfficiënt {\displaystyle \nu } wordt hier als negatief gezien wanneer de stof links in de reactievergelijking staat. Een positieve vorderingsgraad komt dus overeen met een reactie naar rechts: dalende stofhoeveelheid ({\displaystyle \Delta n<0}) voor reagentia en een stijging in hoeveelheid product ({\displaystyle \Delta n>0}). Bij een negatieve waarde van {\displaystyle \xi } worden producten omgezet naar reagentia (i.e. reactie naar links). 
De vorderingsgraad heeft de dimensie van stofhoeveelheid, en wordt uitgedrukt in mol, mmol, µmol, etc.  

## Toepassing in de stoichiometrie
Voor een algemene reactie
{\displaystyle a\ \mathrm {A} +b\ \mathrm {B} \rightarrow c\ \mathrm {C} +d\ \mathrm {D} }
is 
{\displaystyle \xi ={\frac {-\Delta n_{\mathrm {A} }}{a}}={\frac {-\Delta n_{\mathrm {B} }}{b}}={\frac {\Delta n_{\mathrm {C} }}{c}}={\frac {\Delta n_{\mathrm {D} }}{d}}}
zodat op elk moment de stofhoeveelheid van elke stof in de reactie te schrijven is als: 
{\displaystyle n_{i}=n_{i,0}+\nu _{i}\xi }
Wiskundig is dit een stelsel van lineaire vergelijkingen, dat men in vectorvorm zou kunnen schrijven als
{\displaystyle {\begin{pmatrix}n_{\mathrm {A} }\\n_{\mathrm {B} }\\n_{\mathrm {C} }\\n_{\mathrm {D} }\end{pmatrix}}={\begin{pmatrix}n_{\mathrm {A,0} }\\n_{\mathrm {B,0} }\\n_{\mathrm {C,0} }\\n_{\mathrm {D,0} }\end{pmatrix}}+\xi {\begin{pmatrix}-a\\-b\\c\\d\end{pmatrix}}}
Een dergelijke vorm is voornamelijk interessant wanneer stoffen betrokken zijn in meerdere reacties die tegelijk doorgaan. Chemici noteren dit typisch in een tabel, eerder dan gebruikt te maken van bovenstaande wiskundige notatie.
|                          | A                                  | B                                  | C                                  | D                                  |
| {\displaystyle n_{0}}    | {\displaystyle n_{\mathrm {A,0} }} | {\displaystyle n_{\mathrm {B,0} }} | {\displaystyle n_{\mathrm {A,0} }} | {\displaystyle n_{\mathrm {D,0} }} |
| {\displaystyle \Delta n} | {\displaystyle -a\cdot \xi }       | {\displaystyle -b\cdot \xi }       | {\displaystyle +c\cdot \xi }       | {\displaystyle +d\cdot \xi }       |
| {\displaystyle n}        | {\displaystyle n_{\mathrm {A} }}   | {\displaystyle n_{\mathrm {B} }}   | {\displaystyle n_{\mathrm {C} }}   | {\displaystyle n_{\mathrm {D} }}   |

Er is een maximale waarde die de vorderingsgraad kan bereiken. Hij wordt namelijk beperkt door het limiterend reagens. Dit is het reagens {\displaystyle j} dat als eerste volledig zou wegreageren ({\displaystyle n_{j}=n_{j,0}+\nu _{j}\xi =0}), zodat de vorderingsgraad maximaal kan stijgen tot {\displaystyle \xi =-n_{j,0}/\nu _{j}}.
{\displaystyle \xi _{\mathrm {max} }=\min \left({\frac {n_{\mathrm {A} ,0}}{a}},{\frac {n_{\mathrm {B} ,0}}{b}}\right)}
Stoffen waarvoor {\displaystyle -n_{i,0}/\nu _{i}>\xi _{\mathrm {max} }} zijn in overmaat aanwezig.
De verhouding van de vorderingsgraad op de maximale waarde ervan, wordt de omzettingsgraad {\displaystyle \alpha } genoemd, ook wel gekend als het rendement of de opbrengst van de reactie.
{\displaystyle \alpha ={\frac {\xi }{\xi _{\mathrm {max} }}}}

## Toepassing in de kinetiek
De reactiesnelheid kan gedefinieerd worden in termen van de omzettingsgraad:
{\displaystyle v'={\frac {\mathrm {d} \xi }{\mathrm {d} t}}}
en voor reacties in een oplossing met constant volume {\displaystyle V}:
{\displaystyle v={\frac {1}{V}}{\frac {\mathrm {d} \xi }{\mathrm {d} t}}}.

## Toepassing in de chemische thermodynamica
Voor een chemische reactie bij constante druk en constant volume verandert de gibbsenergie van het systeem {\displaystyle G} als 
{\displaystyle \mathrm {d} G=\sum \mu _{i}\mathrm {d} n_{i}}
met {\displaystyle \mu } de chemische potentiaal.
Wanneer de veranderingen in stofhoeveelheid van elke stof het gevolg is van een chemische reactie, kan dit eenvoudiger geschreven worden door gebruik te maken van de vorderingsgraad. 
{\displaystyle \mathrm {d} G=\left(\sum \nu _{i}\mu _{i}\right)\mathrm {d} \xi }
Hieruit volgt ook de definitie van de reactiegibbsenergie als 
{\displaystyle {\begin{aligned}\Delta _{\mathrm {r} }G=\left({\frac {\partial G}{\partial \xi }}\right)_{p,T}&=\sum \nu _{i}\mu _{i}\\&=\left(\sum \nu _{i}\mu _{i}^{\ominus }\right)+\ln \prod a_{i}^{\nu _{i}}\\&=\Delta _{\mathrm {r} }G^{\ominus }+\ln {Q}\end{aligned}}}
waarbij {\displaystyle \Delta _{\mathrm {r} }G^{\ominus }} de reactiegibbsenergie bij standaardomstandigheden is, en {\displaystyle Q} het reactiequotiënt.
Analoog geldt voor de reactie-enthalpie en reactie-entropie:
{\displaystyle \Delta _{\mathrm {r} }H=\left({\frac {\partial H}{\partial \xi }}\right)_{p,T}} en {\displaystyle \Delta _{\mathrm {r} }S=\left({\frac {\partial S}{\partial \xi }}\right)_{p,T}}.